# كنبار
كنبار أو نخيل شاميدوريا أو نبات العنكبوت (بالإنجليزية: Parlor palm)‏، الاسم العلمي: chamaedorea spp، العائلة النخيلية: arecaceae (palmae). يبلغ عدد أنواعها المئة نوع.

## الموطن
المناطق المدارية من الأمريكيتين، 

## طبيعة النمو
نخيل ريشي غالبا ما يكون قصيرا القليل من الأنواع متسلق النبات له ساق واحدة أو عدة سيقان ذات حلقات تشبه ساق القصب

## الأوراق
مركبة ريشي وأحيانا تكون بسيطة ولكنها مفصصة تفصيصا رشيا، ونادرا ما تكون بسيطة غير مفصصة.

## الإزهار والثمار
معظم الأنواع أحادية الجنس ثنائية المسكن (توجد نباتات مذكرة وأخرى مؤنثة) وبعضها أحادي الجنس أحادي المسكن (توجد أزهار مذكرة وأخرى مؤنثة على نفس النبات). الشماريخ الزهرية متفرعة وغير متفرعة، تخرج من بين أو من أسفل الأوراق. الإزهار الموجودة في نورة اغريضية. الأزهار المذكرة لها ستة اسدية. الثمرة عنبة بحجم حبة البسلم، حمراء أو برتقالية أو أرجوانية أو سوداء.يسبب عصير الثمار الناضجة.

## البيئة
- أماكن ظليلة رطبة
- تحتاج أكثرها إلى إضاءة شدتها 1000-3000 قدم/شمعة، ولكنها تتحمل انخفاض شدة الإضاءة في المكاتب والصالونات إلى 75قدم/شمعة
- يجب إلا تقل درجة الحرارة في الصوبة ليلا في الشتاء عن 12.5-15.5م وترتفع نهارا إلى 15 -21 م وتزداد في الفصول الأخرى.

## التربة
تربة رطبة مسامية خشنة جيدة الصرف، بها نسبة عالية من المواد العضوية

## التكاثر
- بالبذور في درجة حرارة 24 – 32 م
- بالفسائل
- بعض الأنواع تنتج جذور عرضية على الساق ولذلك يمكن إكثارها بالترقيد الهوائي.

## الاستعمالات
في موطنها الأصلي يقوم الأهالي بطهي الشماريخ الزهرية الصغيرة وثمار بعض الأنواع ويأكلونها، حيث تتلف المادة المسببة للالتهاب أثناء الطهي -تزرع في الحديقة في المناطق الدافئة الرطبة تحت الأشجار وفي ظلال المباني. وتصلح الأنواع ذات السيقان العديدة المتزاحمة لعمل السواتر والأنسجة الطبيعية . –تزرع في أصص أو براميل للتنسيق الداخلي والصوب

## الآفات
الحلم، والبق الدقيقي، والحشرات القشرية، والتربس.

## الأمراض
- الذبول الطري ويمكن مكافحته بمعاملة التربة بمبيد ريدوميل أو فوستايل
- عفن الجذور ويمك مكافحته برش النباتات المصابة بأحد المبيدات الفطرية التالية: بان روت، أو تاشيجارين أو بنيت
- عفن الساق واللفحة ويمكن مكافحته برش النباتات المصابة بأحد المبيدين الفطريين التاليين: ريدوميل، أو فوستايل
- تبقع الأوراق ويمكن مكافحته برش النباتات المصابة بأحد المبيدات الفطرية التالية : دايثين، أو م 45،أو سوميلكس.

## أهم الأنواع
1. شاميدوريا كاتاراكتارم
2. شاميدوريا
3. شاميدوريا ارمبنس
4. شاميدوريا سيفري زياي